# Sylvester and Tweety in Cagey Capers
Sylvester and Tweety in Cagey Capers (conocido en Europa como Sylvester & Tweety in Cagey Capers, en Francia como Titi & Grosminet dans une aventure infernale y en España como Silvestre y Piolin y sus sigilosas travesuras) es un videojuego protagonizado por Silvestre y Piolín, los personajes de Looney Tunes. Fue publicado para la videoconsola Mega Drive en 1993, siendo el primer videojuego protagonizado por ambos personajes.